# Xã Lake Hill, Quận Pennington, South Dakota
Xã Lake Hill (tiếng Anh: Lake Hill Township) là một xã thuộc quận Pennington, tiểu bang Nam Dakota, Hoa Kỳ. Năm 2010, dân số của xã này là 52 người.